# Крабсборг
«Крабсборг» (англ. Krab Borg) — 49-я серия американского мультсериала «Губка Боб Квадратные Штаны». Данный эпизод был создан в 2001 году и показан 29 марта 2002 года на телеканале «Nickelodeon» в США, а в России — 30 октября 2004 года.

## Сюжет
Вечером Губка Боб и Гэри смотрят ужастик под названием «Ночь робота», который рассказывает о роботах, захватывающих мир. Гэри говорит Губке Бобу, что он не должен смотреть его, так как фильмы ужасов пугают его, но Губка Боб отрицает это. Затем, ночью во время сна Боб начинает дрожать от страха и гадать, являются ли все его знакомые роботами. Спросив Гэри, не робот ли он, Губка Боб решает, что ему не о чем беспокоиться, и пытается немного поспать. Однако ему снится кошмар о роботе, преследующем его, и на следующий день в «Красти Крабе» он становится параноиком и считает, что роботы «повсюду».
Тем временем, мистер Крабс сидит в своём кабинете и слушает по радио хит под названием «Электрозоопарк». Мистер Крабс любит эту песню и напевает под неё. Губка Боб позже проходит мимо кабинета мистера Крабса и слышит то, как он говорит, что «почти зарядился». Затем он стал свидетелем того, как мистер Крабс разговаривал со своим радио (он хотел, чтобы оно снова включило песню), разговаривал по телефону на «роботизированном» языке (он позвонил на радиостанцию, чтобы спросить, могут ли они снова включить песню, и спорил с диджеем по поводу мелодии песни) и исполнял странный роботоподобный танец под песню. Увидев это, Губка Боб делает вывод, что мистер Крабс — «робот-самозванец», и он передаёт эту информацию Сквидварду. Сквидвард ему не верит, поэтому Губка Боб проводит несколько тестов, чтобы доказать, что мистер Крабс — робот. Сначала он проверяет чувство юмора мистера Крабса, заставляя Сквидварда рассказать шутку, но мистер Крабс не смеётся и уходит. Губка Боб объясняет это тем, что роботы не смеются, но Сквидвард считает, что «он слышал это раньше». Затем Губка Боб проверяет эмоции мистера Крабса, говоря ему, что отец Сквидварда никогда не обнимал его, чтобы посмотреть, будет ли он плакать. Мистер Крабс говорит, что, хоть это и немного грустно, но Сквидвард может обнять сам себя во время перерыва. Это ещё больше беспокоит Губку Боба, но Сквидвард говорит, что это выглядит смешно, учитывая, что его отец очень любил его. Это напоминает Губке Бобу о третьем и последнем испытании — тесте на любовь. Губка Боб говорит мистеру Крабсу, что Сквидвард любит его, но он просто удивляется и говорит: «Идите работать, мистер Сквидвард».
Когда мистер Крабс возвращается в свой кабинет, его радио ломается, и он решает подарить батарейки от радио Перл на Рождество. Затем зазвенел таймер, и он схватил пару щипцов и вытащил своё сваренное вкрутую яйцо из кастрюли с кипящей водой, готовясь съесть его. Мистер Крабс вспоминает, что надо посолить яйцо, но, когда Губка Боб выкрикивает его имя, он вздрагивает и случайно бросает полную солонку себе в глаза, начиная кричать от боли. Затем Сквидвард спрашивает Губку Боба, как выглядели роботы в фильме. Губка Боб говорит, что у них были красные глаза, железные клешни и большое количество батареек. Сквидвард спрашивает, выглядит ли мистер Крабс так же, и на этот вопрос даётся ответ, когда мистер Крабс, крича от боли, выскакивает из своего кабинета с покрасневшими глазами, щипцами, которыми он держал яйцо, и батарейками радиоприёмника в кармане. Когда мистер Крабс бежит в туалет, Сквидвард, наконец, верит Губке Бобу и говорит ему позвонить в военно-морской флот, но из-за их автоматизированной телефонной службы Губка Боб думает, что роботы захватили флот. Затем Сквидвард объявляет по микрофону, что роботы захватывают мир, заставляя всех посетителей бежать из «Красти Краба». Затем мистер Крабс выходит из ванной с облегчением, что его глаза больше не болят, и возвращается в свой кабинет. Затем Сквидвард задаётся вопросом, как они узнают, что случилось с «настоящим» мистером Крабсом, и Губка Боб говорит, что главный герой фильма объединился с другом и они устроили роботу пытку, расспросили и узнали всю нужную информацию. Прочитав книгу пыток, они вдвоём идут в кабинет мистера Крабса и связывают его, требуя знать, где находится «настоящий» мистер Крабс.
Двоица не получила никаких ответов, а мистер Крабс настаивает на том, что он настоящий мистер Крабс; Губка Боб и Сквидвард в итоге решают допросить его «маленьких друзей», которые включают в себя блендер, тостер, кухонный комбайн и кофеварку. Они, как ни странно, не дают ответов, поэтому Сквидвард уничтожает их бейсбольной битой. Это очень расстраивает мистера Крабса, так как он заплатил за них хорошие деньги, а затем и вовсе начинает плакать, когда Губка Боб приносит кассу. Он также упоминает, что смеялся вместе с ней и любит её, показывая, что он не робот. Сквидвард спрашивает, как закончился фильм Губки Боба, и Боб говорит, что в концовке выяснилось, что вторжение роботов было только в воображении персонажей. Осознав свою ошибку, Губка Боб говорит, что ему пора кормить Гэри, и убегает, оставив Сквидварда один на один с мистером Крабсом. Когда нервный Сквидвард хватает метлу и начинает подметать, разъярённый мистер Крабс рычит и кричит во всё горло: «Сквидвард!».

## Роли
- Том Кенни — Губка Боб, Гэри, рассказчик кино
- Роджер Бампасс — Сквидвард
- Клэнси Браун — мистер Крабс
- Ди Брэдли Бейкер — Тадеус, автоответчик, герой кино
- Родни Бингенхеймер — диджей

### Роли дублировали
- Сергей Балабанов — Губка Боб
- Юрий Маляров — диджей, автоответчик
- Иван Агапов — Сквидвард
- Александр Хотченков — мистер Крабс
- Юрий Меншагин — Тадеус, герой кино
- Алексей Власов — рассказчик кино

## Производство
Серия «Крабсборг» была написана Полом Тиббитом, Кентом Осборном, Марком О’Хэйром; Том Ясуми взял роль анимационного режиссёра, главными раскадровщиками серии были Майк Рот, Уильям Рейсс и Карсон Куглер. Впервые данная серия была показана 29 марта 2002 года в США на телеканале «Nickelodeon».
Данная серия, как и большинство эпизодов «Губки Боба» на то время, была вдохновлена собственным опытом сценаристов из жизни. По словам Марка О’Хэйра, идея создания «Крабсборга» была вдохновлена историей из жизни Кента Осборна, когда он дома в одиночестве долгое время смотрел «Матрицу». О’Хэйр сказал: «Он в течение целого месяца был убеждён, что роботы управляют миром. В „Губке Бобе“ было много шуток про роботов. Я даже не знаю почему». Песня «Электрозоопарк» (англ. Electric Zoo) из данной серии, написанная Полом Тиббитом, стала популярной среди фанатов мультсериала и позже была выпущена в саундтреке мультсериала под названием «SpongeBob SquarePants: The Yellow Album» 15 ноября 2005 года.
Серия «Крабсборг» была выпущена на DVD-диске «The Seascape Capers» 6 января 2004 года. Она также вошла в состав DVD «SpongeBob SquarePants: The Complete 3rd Season», выпущенного 27 сентября 2005 года, и «SpongeBob SquarePants: The First 100 Episodes», выпущенного 22 сентября 2009 года и состоящего из всех эпизодов с первого по пятый сезоны мультсериала.

## Отзывы критиков
«Крабсборг» получил в целом положительные отзывы от поклонников мультсериала и критиков. На сайте «IMDb» серия имеет оценку 9/10.